# Тадла - Азилал
Тадла – Азилал е един от 16-те региони на Мароко. Населението му е 1 450 519 жители (2004 г.), а площта 17 125 кв. км. Намира се в часова зона UTC+0 в централната част на страната. Разделен е на 2 провинции.